# Клаус Венке
Клаус Венке (нім. Klaus Wenke; 24 березня 1916, Гамбург — 1 листопада 1944, Адріатичне море) — німецький морський офіцер, оберлейтенант-цур-зее резерву крігсмаріне (1 січня 1944). Кавалер Лицарського хреста Залізного хреста.

## Біографія
В 1939 році вступив у ВМФ. З липня 1940 року командував тральщиком у складі 38-ї, з червня 1941 року — 3-ї флотилії тральщиків. В січні 1942 року призначений 1-м вахтовим офіцером на корабель, який входив до складу 12-ї протичовнової флотилії. Потім служив у 2-й протичовновій флотилії. Командував протичовновим кораблем UJ-208. Успішно діяв в Північному морі, Ла-Манші, біля берегів Норвегії та Фінляндії. 1 листопада 1944 року його корабель був потоплений британськими есмінцями супроводу «Ветланд» та «Ейвонвел» і Венке загинув.

## Нагороди
- Залізний хрест
  - 2-го класу (20 лютого 1942)
  - 1-го класу (1944)
- Нагрудний знак мінних тральщиків (1941)
- Лицарський хрест Залізного хреста (5 листопада 1944, посмертно)